# Il re della guerra
Il re della guerra - L'aquila perduta di Roma (Rome's Fallen Eagle) è un romanzo storico di Robert Fabbri, ed è il quarto capitolo della saga Il destino dell'imperatore, che ha come protagonista Tito Flavio Vespasiano. Uscito nel 2013, è stato poi pubblicato in Italia nel 2015. La trama verte sul recupero dell'aquila della Legio XVII, da qui il titolo, e sulla conquista della Britannia.
Il romanzo inizia con una precisazione per i lettori: l'anno prima lo scrittore, nella dedica, aveva chiesto la mano della sua compagna; la sua risposta era stata positiva.

## Trama
24 gennaio del 41 d.C.
I pretoriani, stanchi delle follie di Caligola, assassinano l'imperatore e lo sostituiscono con lo zio Claudio, che considerano più facile da controllare. Il nuovo Cesare e i suoi stretti collaboratori, Pallante, Narciso e Callisto, sanno bene che per far sì che il regno di Claudio duri (il nuovo imperatore è poco amato dal popolo in quanto considerato sciocco, zoppo e balbuziente, anche se in realtà è molto intelligente e spesso anche scaltro) è fondamentale rafforzare la popolarità dell'imperatore, specie all'interno dell'esercito. Viene allora pianificata un'impresa che nemmeno il grande Giulio Cesare aveva voluto compiere: conquistare la Britannia. I romani però considerano l'isola una terra maledetta, protetta da strani dei, da guerrieri fierissimi e dalla sanguinaria classe sacerdotale dei druidi. Per infondere coraggio alle legioni è necessario un segno molto forte della benevolenza degli dei romani; un segno che si intravederebbe se l'aquila della XVII Legione fosse stata restituita a Roma (la XVII era una delle legioni annientate dai germani a Teutoburgo e la sua aquila fu l'unica a non essere stata recuperata dai romani durante la vittoriosa campagna del principe–generale Germanico alcuni anni dopo).
Questa vera e propria missione suicida viene affidata ai due protagonisti della serie, Vespasiano e suo fratello Sabino, perché il primo è compromesso dalla sua amicizia di vecchia data col tiranno Caligola, mentre il secondo ha avuto un ruolo nella congiura che ha portato all'assassinio dell'ex imperatore. Vespasiano viene nominato legato, cioè comandante, della II Legione Augusta, di stanza in Germania; alla testa di un reparto di cavalleria romano–germanico i fratelli cominciano la loro ricerca. La missione è resa ancor più difficile dalla presenza di un reparto di cacciatori, feroci guerrieri germanici, che ogni notte catturano almeno un soldato romano e ne fanno rinvenire il cadavere la mattina dopo lungo il percorso della colonna. Dopo mille insidie e scontri sanguinosi la missione viene finalmente compiuta, anche se è il generale romano Publio Gabinio a prendersi il merito del recupero dell'aquila.
Due anni dopo, nella primavera del 43 d.C., Vespasiano, in qualità di legato della II Augusta e suo fratello Sabino, nominato legato della XIV Legione, partecipano all'invasione della Britannia. Vespasiano si distingue nella battaglia del Medway e nella conquista dell'isola di Wight, e come al solito, deve non solo concentrarsi sulla campagna militare ma anche contrastare oscure cospirazioni di palazzo che rischiano di compromettere l'impresa tanto voluta da Claudio. Alla fine l'imperatore celebra il suo trionfo e la nascita di una nuova provincia, ma la conquista della Britannia è appena iniziata e Vespasiano deve ancora combattere a lungo prima di tornare a Roma.
Il libro è diviso in un prologo, ambientato a Roma nel 24 gennaio del 41 d.C., e di tre parti:
1. Roma, lo stesso giorno del prologo
2. Germania, primavera del 41 d.C.
3. Britannia, primavera del 43 d.C.

## Personaggi
- Vespasiano: protagonista della serie, diventa legato della II Legione Augusta, combattendo in Germania e Britannia.
- Sabino: fratello di Vespasiano. Ex Legato della IX Legione in Pannonia, poi della XIV Legione in Britannia.
- Tito: padre dei due protagonisti. Muore di vecchiaia nella parte iniziale del romanzo, ma non prima di aver aiutato un'ultima volta i figli a compiere il loro dovere verso Roma.
- Vespasia: madre dei due protagonisti. Divenuta vedova si trasferisce dal fratello, con suo grande disappunto.
- Gaio Vespasio Pollone: zio materno dei protagonisti, in quanto fratello di Vespasia. Si dispera perché la madre e la moglie di Vespasiano vivono in casa sua e si odiano, coinvolgendolo nelle loro liti domestiche.
- Flavia: moglie di Vespasiano e madre dei suoi figli, Tito, Domiziano e Flavia minore.
- Magno: capo della Fratellanza dei Crocevia, amico e alleato di Vespasiano.
- Ziri: guerriero dei Garamanti, diventato servo di Magno. Muore annegato in Germania, con grande dolore di Magno.
- Tumelico: guerriero germanico, figlio del celebre Arminio. Dopo essere stato per anni gladiatore ha conquistato la libertà ed è ritornato in Germania con la madre. Aiuta Vespasiano e Sabino a trovare l'aquila scomparsa perché in questo modo spera che i romani non ritentino di conquistare il suo Paese in futuro.
- Corbulone: generale e politico romano, amico di Vespasiano. In questo romanzo ha un ruolo marginale, in quanto viene sostituito da Vespasiano al comando della II Legione, comando che Caligola gli aveva affidato per sfregio.
- Cenis: fedele amante e consigliera di Vespasiano.
- Pallade: fedele liberto di Claudio, dopo essere stato al servizio di sua madre Antonia. Diventa segretario imperiale insieme a Narciso e Callisto e i tre influenzano notevolmente le politiche del nuovo imperatore.
- Narciso: liberto di Claudio, segretario imperiale. Affida a Vespasiano il comando della II Legione ed è lui che convince le restie legioni a sbarcare in Britannia.
- Callisto: liberto di Claudio, segretario imperiale.
- Caligola: un tempo conosciuto come Gaio, ed ex-amico di Vespasiano durante il soggiorno di lui e del suo seguito a Roma, è diventato Imperator nel libro precedente succedendo a Tiberio. Muore però all'inizio del libro presente assassinato da alcuni dei protagonisti, stufi della sua follia.
- Claudio: sebbene apparentemente idiota, inetto e balbuziente, diverrà comunque Imperator di Roma con l'appoggio dei pretoriani. La moglie Messalina ed il cognato tramano contro di lui.
- Aulo Plauzio: generale e politico romano, che già aveva fatto una breve apparizione nel secondo romanzo al tempo della caduta di Seiano. Comanda l'armata d'invasione romana in Britannia, quindi è superiore di Vespasiano e Sabino, e diventa il primo governatore romano dell'Isola. Pur non condividendo appieno i progetti dell'imperatore e dei suoi segretari li realizza perché è fedele a Roma.
- Carataco: re dei Catuvellauni, condottiero britannico, guida la resistenza contro i romani. In questo romanzo ha però un ruolo marginale.
- Togodumno: re degli Atrebati e dei Regni, condottiero britannico, guida la resistenza contro i romani insieme al fratello Carataco, con cui è spesso in contrasto. Muore nella battaglia del Medway, "ucciso" da Vespasiano.
- Verica: ex re degli Atrebati, deposto da Carataco ed esiliato a Roma. Aiuta i romani nella conquista dell'Isola per restaurare la sua dinastia e riportare la pace dopo secoli di guerre fratricide ed oscurantismo, voluti dai crudeli druidi. Suo nipote (chiamato Verica dai britanni e Alieno dai romani), fa brevi apparizioni ma avrà un ruolo più importante nel successivo romanzo, "Sotto il nome di Roma".
- Cogidubno: principe britanno. Nipote di Verica, combatte la Legione di Vespasiano sull'Isola di Wight ma si arrende presto. I romani lo riconosceranno come re degli Atrebati alla morte del nonno e questi combatterà al fianco dei romani contro Carataco (che odia per motivi personali). Stringe amicizia con Vespasiano e nei romanzi successivi lo aiuterà in molte imprese.

## Edizioni
- Robert Fabbri, Il re della guerra - L'aquila perduta di Roma, traduzione di Rosa Prencipe, Newton Compton, 2015,  p. 390, ISBN 978-88-541-9052-8.

- Robert Fabbri, Il re della guerra - L'aquila perduta di Roma, traduzione di Rosa Prencipe, n. 210, Gli Insuperabili, Newton Compton, 28 aprile 2016,  p. 384, ISBN 978-88-541-9052-8.